# Ise (Mie)
Pour les articles homonymes, voir Ise.
Ise (伊勢市, Ise-shi) ou, sous son ancien nom, Ujiyamada (宇治山田), est une ville située dans la préfecture de Mie, au Japon.

## Géographie

### Situation
La ville d'Ise est située dans l'est de la préfecture de Mie, au bord de l'océan Pacifique, au Japon. Elle fait partie du parc national d'Ise-Shima.

### Démographie
Au 31 juillet 2018, la population d'Ise était de 126 881 habitants, répartis sur une superficie de 208,35 km2.

## Histoire
L'histoire d'Ise est liée à celle de son sanctuaire. Le village qui s'est développé autour du sanctuaire intérieur se nommait Uji et celui autour du sanctuaire extérieur Yamada. En 1889, le village d'Ujiyamada est officiellement créé en fusionnant Uji et Yamada. Il devient une ville en 1906.
En 1955, Ujiyamada est renommée Ise pour éviter la confusion avec les villes d'Uji et de Yamada (aujourd'hui intégrée à la ville de Kama).
Le 1er novembre 2005, les bourgs de Futami et Obata et le village de Misono sont intégrés à Ise.

## Éducation
La ville abrite l’université Kogakukan (en), université sous contrôle national entre 1940 et la fin de la Seconde Guerre mondiale, refondée en 1962 en tant qu'université privée. Cette université est notable pour ses études de shintoïsme. Elle accorde la licence de prêtre shintoïste.

## Transports
Ise est desservie par les lignes ferroviaires des compagnies JR Central et Kintetsu. Les principales gares sont celles d'Ujiyamada et d'Iseshi.

## Culture locale et patrimoine

### Patrimoine architectural

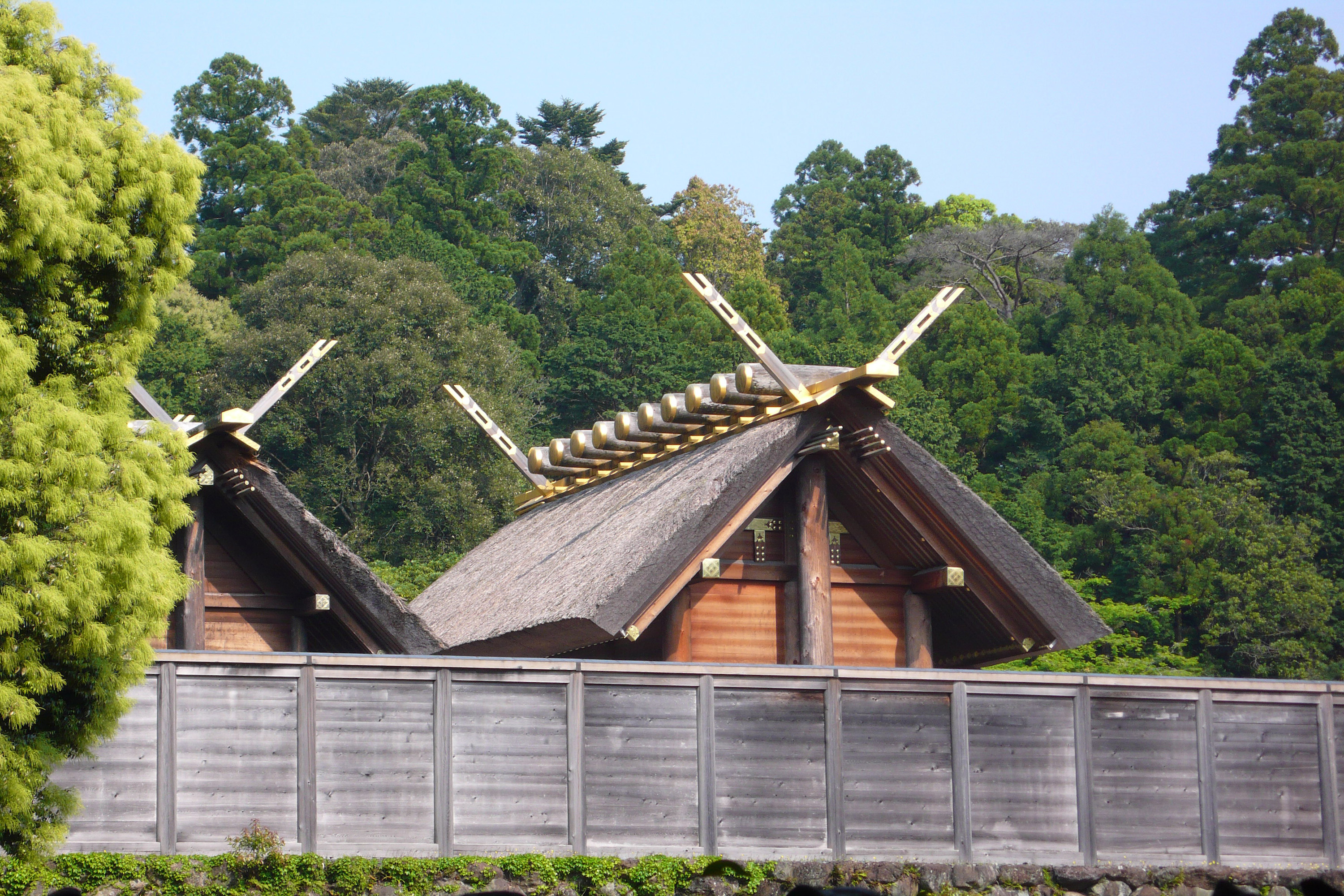
Le sanctuaire d'Ise.

Ise est célèbre notamment grâce au sanctuaire d'Ise, consacré à Amaterasu-ōmikami, déesse tutélaire du shintoïsme. Le sanctuaire est un des hauts lieux de culte et de spiritualité du Japon. En 2019, c'est approximativement neuf millions soixante-treize mille personnes qui le visitent. Les biens patrimoniaux du sanctuaire sont en partie exposés au musée Jingū attenant. De plus, le sentier d'Ise, long d'environ 160 km et qui relie Ise à Kumano Sanzan, est inscrit, depuis 2004, au patrimoine mondial de l'UNESCO, comme élément de l'ensemble des sites sacrés et chemins de pèlerinage dans les monts Kii.
- Aramatsuri no miya
- Futami Okitama-jinja

### Patrimoine naturel

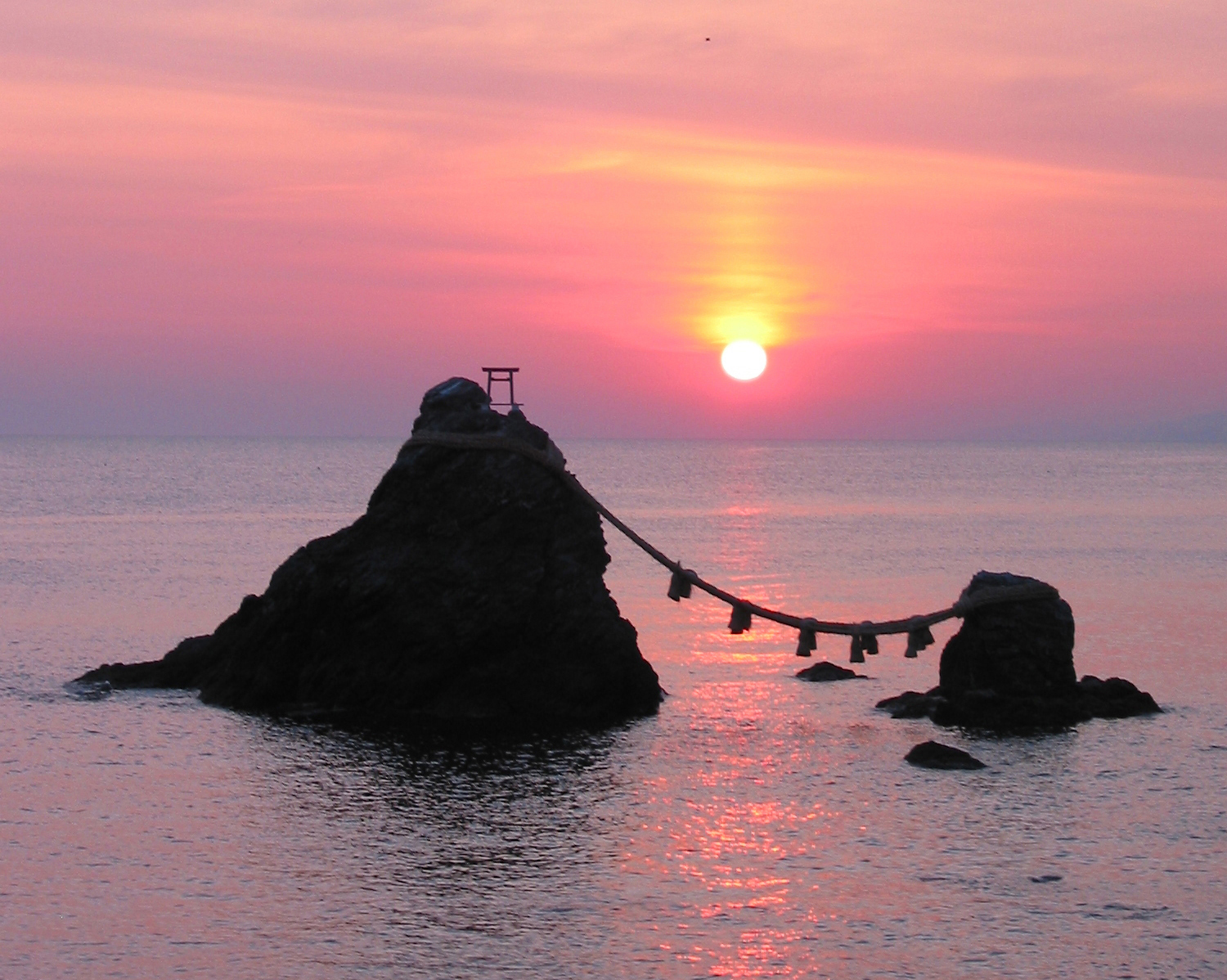
Les Rochers mariés.

- Meoto iwa (les Rochers mariés)

## Personnalités liées à la municipalité
- Musō Soseki (1275-1351), moine bouddhiste
- Katsue Kitazono (1902-1978), poète et photographe
- Kon Ichikawa (1915-2008), réalisateur de films
- Isao Takahata (1935-2018), réalisateur de films d'animation
- Imamura Yukio (né en 1935), peintre
- Hiroki Mizumoto (né en 1985), footballeur